# Pierre Foix
Pour les articles homonymes, voir Foix (homonymie).
Pierre Foix est un footballeur français né le 21 mai 1928 à Mont-de-Marsan (Landes) et mort le 10 septembre 2017 à Bayonne (Pyrénées-Atlantiques).

## Biographie
Pierre Foix est formé au Stade montois, en compagnie de son frère cadet JAcques. Les frères Foix se révèlent en Championnat de France amateur.
Il a évolué comme arrière central principalement à l'US Valenciennes-Anzin. Ce solide joueur était réputé pour son sens du placement et son jeu de tête.
Il est le frère ainé de Jacques Foix.

## Palmarès
- International amateur et B